# Bolligen
Bolligen är en ort och kommun i distriktet Bern-Mittelland i kantonen Bern, Schweiz. Kommunen har 6 331 invånare (2023).